# Grammy Award de la meilleure interprétation de jazz fusion
Le Grammy Award for Best Jazz Fusion Performance (« Grammy Award de la meilleure interprétation de jazz fusion ») est un prix décerné chaque année de 1980 à 1991, lors de la cérémonie des Grammy Awards. Il est attribué à un artiste ou à un groupe pour la qualité de la musique de jazz fusion réalisée. Le musicien Pat Metheny est l'artiste ayant été le plus primé dans cette catégorie avec au total six récompenses.

## Historique
Le prix est décerné pour la première fois en 1980 au groupe de jazz Weather Report lors de la 22e cérémonie des Grammy Awards pour l'album 8:30. La récompense se nommait à l'origine « Grammy Award for Best Jazz Fusion Performance, Vocal or Instrumental » puis en 1988, la catégorie change de nom en meilleure interprétation de jazz fusion et est déplacée dans une nouvelle catégorie nommée Fusion. Cette catégorie est retirée avant la 33e édition des Grammy Awards en 1992 avec l'introduction de la catégorie de la Meilleure interprétation de jazz contemporain (devenue par la suite Meilleur album de jazz contemporain).
Le musicien Pat Metheny détient le record du plus grand nombre de victoires dans cette catégorie, avec au total cinq récompenses (quatre fois avec le Pat Metheny Group). David Sanborn est avec deux récompenses, le seul musicien à recevoir le prix plus d'une fois. 
La composition Birdland est gagnée à deux reprises, par les musiciens du groupe The Manhattan Transfer en 1981 et par Quincy Jones en 1991 pour la version qui apparaît sur l'album compilation Back on the Block. Le prix a été décerné depuis sa création qu'à des artistes ou des groupes provenant des États-Unis. Pat Metheny est sept fois nommé et détient à ce titre le record du plus grand nombre de nomination (dont cinq nominations consécutives entre 1981 et 1985). Le groupe Spyro Gyra détient par contre le record du plus grand nombre de nominations sans victoire (six fois). En 1990, Terri Lyne Carrington était la première artiste féminine en solo à être nommée pour ce prix. À l'issue de la dernière présentation du prix en 1991, Carrington est la seule artiste féminine à avoir été nommé dans cette catégorie.

## Liste des lauréats
| Année | Artiste ou groupe récompensé | Album                 | Nommés et leur album | Ref.  | Lauréats                                             |
| ----- | ---------------------------- | --------------------- | --- | ----- | ---------------------------------------------------- |
| 1980  | Weather Report               | 8:30                  | - George Benson – Livin' Inside Your Love - Chick Corea – Secret Agent - Don Sebesky – Three Works for Jazz Soloists and Symphony Orchestra - Stanley Turrentine – Betcha  | [ 1 ] | Weather Report en 1980                               |
| 1981  | The Manhattan Transfer       | Birdland              | - Earl Klugh – Dreams Come True - Chuck Mangione – Fun and Games - Pat Metheny – American Garage - Spyro Gyra – Catching the Sun - Patrick Williams – An American Concerto | [ 2 ] | The Manhattan Transfer au Java Jazz Festival en 2008 |
| 1982  | Grover Washington, Jr.       | Winelight             | - Pat Metheny et Lyle Mays – As Falls Wichita, So Falls Wichita Falls - Tom Scott – Apple Juice - Weather Report – Night Passage - Miles Davis – The Man with the Horn     | [ 3 ] |                                                      |
| 1983  | Pat Metheny                  | Offramp               | - David Sanborn – As We Speak - Tom Scott – Desire - Spyro Gyra – Incognito - Weather Report – Weather Report                                                              | [ 4 ] |                                                      |
| 1984  | Pat Metheny Group            | Travels               | - Miles Davis – Star People - Spyro Gyra – City Kids - Weather Report – Procession - Yellowjackets – Mirage a Trois                                                        | [ 5 ] |                                                      |
| 1985  | Pat Metheny Group            | First Circle          | - Miles Davis – Decoy - Earl Klugh – Wishful Thinking - David Sanborn – Backstreet - Spyro Gyra – Access All Areas                                                         |       |                                                      |
| 1986  | David Sanborn                | Straight to the Heart | - Miles Davis – You're Under Arrest - Wayne Shorter – Atlantis - Spyro Gyra – Alternating Currents - Stanley Jordan Group – Magic Touch - Weather Report – Sportin' Life   |       |                                                      |
| 1987  | Bob James et David Sanborn   | Double Vision         | - Chick Corea – Chick Corea Elektric Band - Clare Fischer and His Latin Jazz Sextet – Free Fall - Lyle Mays – Lyle Mays - Lee Ritenour – Earth Run                         |       |                                                      |
| 1988  | Pat Metheny Group            | Still Life            | - George Benson et Earl Klugh – Collaboration - Larry Carlton – Discovery - David Sanborn – A Change of Heart - Yellowjackets – Four Corners                               | [ 6 ] |                                                      |
| 1989  | Yellowjackets                | Politics              | - Tom Scott – Amaretto - David Benoit – Every Step of the Way - John Patitucci – John Patitucci - Lyle Mays – Sweet Dreams                                                 |       |                                                      |
| 1990  | Pat Metheny Group            | Letter from Home      | - Miles Davis – Amandla - Larry Carlton – On Solid Ground - John Patitucci – On the Corner - Terri Lyne Carrington – Real Life Story - Joe Sample – Spellbound             |       |                                                      |
| 1991  | Quincy Jones                 | Birdland              | - Chick Corea Elektric Band – Inside Out - Stan Getz – Apasionado - Lee Ritenour – Stolen Moments - Spyro Gyra – Fast Forward                                              |       |                                                      |